# Blind (DaBaby)
Blind (stilizzato BLIND) è un singolo del rapper statunitense DaBaby, pubblicato il 1º settembre 2020 come quinto estratto dalla versione deluxe del suo terzo album in studio Blame It on Baby.

## Descrizione
Il brano vede la partecipazione del rapper statunitense Young Thug ed è stato prodotto da Wheezy e Dr. Luke.

## Tracce
Testi di Jonathan Lyndale Kirk, Jeffery Lamar Williams, Wesley Glass e Lukasz Gottwald, musiche di Dr. Luke e Wheezy.
1. Blind (feat. Young Thug) – 2:33

## Classifiche
| Classifica (2021) | Posizione massima |
| ----------------- | ----------------- |
| Canada            | 82                |
| Stati Uniti       | 74                |